# Chile nos Jogos Pan-Americanos
A participação do Chile nos Jogos Pan-Americanos se deu desde a primeira edição do evento, em 1951, em Buenos Aires, Argentina. O Chile mandou uma delegação para os Jogos Pan-Americanos de Inverno, realizados uma única vez em 1990 na cidade argentina de Las Leñas, mas não conquistou medalhas.

## Quadro de medalhas
| Ano   | Sede             | Gold | Silver | Bronze | Total |
| ----- | ---------------- | ---- | ------ | ------ | ----- |
| 1951  | Buenos Aires     | 9    | 20     | 12     | 41    |
| 1955  | Cidade do México | 4    | 7      | 13     | 24    |
| 1959  | Chicago          | 5    | 2      | 6      | 13    |
| 1963  | São Paulo        | 2    | 2      | 6      | 10    |
| 1967  | Winnipeg         | 1    | 1      | 3      | 5     |
| 1971  | Cáli             | 0    | 3      | 4      | 7     |
| 1975  | Cidade do México | 0    | 0      | 2      | 2     |
| 1979  | San Juan         | 1    | 4      | 6      | 11    |
| 1983  | Caracas          | 1    | 3      | 9      | 13    |
| 1987  | Indianápolis     | 1    | 2      | 4      | 7     |
| 1991  | Havana           | 2    | 1      | 7      | 10    |
| 1995  | Mar del Plata    | 2    | 6      | 10     | 18    |
| 1999  | Winnipeg         | 1    | 4      | 7      | 12    |
| 2003  | Santo Domingo    | 2    | 10     | 10     | 22    |
| 2007  | Rio de Janeiro   | 6    | 5      | 9      | 20    |
| 2011  | Guadalajara      | 3    | 16     | 24     | 43    |
| Total | Total            | 39   | 87     | 132    | 258   |